# Liparis kempfii
Liparis kempfii är en orkidéart som beskrevs av Rudolf Schlechter. Liparis kempfii ingår i släktet gulyxnen, och familjen orkidéer. Inga underarter finns listade i Catalogue of Life.